# 卡爾-軒斯·舒萊寧加
卡爾-軒斯·舒萊寧加（德語：Karl-Heinz Schnellinger，1939年3月31日—2024年5月20日）是一名德國前足球運動員，司職後衛，出生於迪伦。舒萊寧加是一名運動能力強、搶斷強硬的球員，體格強壯，因在球場上的持續表現而被稱為“大众汽车”；雖然他通常被安排為邊衛，但他能夠在後場的任何位置，並且還可以踢中後衛、清道夫，甚至是防守型中場。在他的巔峰時期，他被認為是當時世界上最強的左後衛之一，可與意大利的、巴西的、阿根廷的匹敵。

## 球會生涯
舒萊寧加青年時加入SG迪倫99，1958年加盟科隆，1962年協助球隊首次奪得德國錦標賽冠軍，並選為德國足球先生，同年則入選西德隊參加1962年國際足協世界盃，西德隊雖然在八強止步但舒萊寧加表現出色獲入選該年世界盃的夢之隊。1963年舒萊寧加離開科隆轉投意大利的曼托瓦，他在意甲處子秀是在對陣AC米蘭的比賽中，曼托瓦以4-1意外地取勝。然而舒萊寧加只效力曼托瓦一季則轉投羅馬，期間贏得意大利杯。1965年他與羅馬隊友安東尼奧·安傑利洛（Antonio Valentín Angelillo）和安杰洛·索尔马尼（Angelo Sormani）轉會AC米蘭。他在紅黑軍團效力九個賽季，在國內及歐洲賽取得成功，是最早在國外取得成功的德國足球運動員之一。
舒萊寧加於1974年離開米蘭，返回德國效力柏林普魯士網球一個賽季後退役。

## 國際賽生涯
舒萊寧加在19歲時在瑞典參加第一個世界盃，與烏韋·澤勒成為唯兩位西德球員參加四屆世界盃（1958 年、1962 年、1966 年、1970 年）。他唯一的國際賽入球是在1970年國際足協世界盃準決賽對意大利中，他在最後階段補時兩分鐘為西德追平，最終以3比4不敵對手，這場比賽後來被稱為“世界盃中的世紀之戰”。西德最終在該屆世界盃取得季軍。舒萊寧加在世界盃後的1971年為西德最後一次代表上陣，他合共代表西德上陣47場，其中有17場為國際足協世界盃。

## 榮譽
科隆
- 德國錦標賽：1962年

羅馬
- 意大利盃：1963–64年

AC米蘭
- 意大利甲組聯賽：1967–68年
- 意大利盃：1966–67年、1971–72年、1972–73年
- 歐洲冠軍球會盃：1968–69年
- 歐洲盃賽冠軍盃：1967–68年、1972–73年
- 洲際盃：1969年

西德
- 國際足協世界盃：
  - ：1966年
  - ：1970年
  - 季軍：1958年

個人
- 金球奖： 1962年
- 德國足球先生：1962年
- 國際足協世界盃全明星隊：1962年
- 國際足協明星隊：1963年、1967年[8]
- AC米蘭名人堂[3]